# Iwanowskij (rejon biełowski)
Iwanowskij (ros. Ивановский) – chutor w zachodniej Rosji, w sielsowiecie bobrawskim rejonu biełowskiego w obwodzie kurskim.

## Geografia
Miejscowość położona w dorzeczu Psioła, 3,5 km od centrum administracyjnego sielsowietu bobrawskiego Bobrawa, 5 km od centrum administracyjnego rejonu Biełaja, 80,5 km od Kurska.
W granicach miejscowości znajdują się 44 posesje.

## Demografia
W 2010 r. chutor zamieszkiwały 82 osoby.